# José Alberto Castro
José Alberto Castro mexikói producer.

## Élete
José Alberto Castro Mexikóvárosban született. Testvére Verónica Castro, színésznő. 2004-ben elkészítette a Rubí, az elbűvölő szörnyeteg című telenovellát, főszereplője Bárbara Mori volt. 2009-ben a Los exitosos Pérez című sorozatot készítette el. 2010-ben elkészítette a Teresa című telenovellát, melynek főszereplői Angelique Boyer és Sebastián Rulli voltak.
1994-ben feleségül vette Angélica Rivera színésznőt. Három gyermekük született:Sofía, Fernanda és Regina. 2008-ban elvált feleségétől.

## Telenovellái

### Mint vezető producer
- Por amar sin ley  (2018)
- Vino el amor  (2016)
- Szeretned kell! (Pasión y poder) (2015)
- La Malquerida (2014)
- Könnyek királynője (Corona de lágrimas) (2012)
- Megkövült szívek (La que no podía amar) (2011)
- Teresa (2010)
- Los exitosos Pérez (2009)
- Palabra de mujer (2007-2008)
- Código postal (2006-2007)
- Rubí, az elbűvölő szörnyeteg (Rubí) (2004)
- Sin pecado concebido (2001)
- Serafín (1999)
- Ángela (1998)
- Pueblo chico, infierno grande (1997)
- Sentimientos ajenos (1996)
- Acapulco, cuerpo y alma (1995)
- Valentina (1993)

### Produkciós menedzser
- Mi pequeña Soledad (1990)

## Dokumentumfilmek
- Jefe de jefes (2007)
- Del otro lado (2006)
- Celebremos México: Hecho en México (2005)

## Programok
- El tal Chou del once (2001)
- Humor es... los Comediantes
- La tocada (1996)
- En la noche (1994)
- Y Vero América va! (1992)
- La movida (1991)